# Conteville-lès-Boulogne
 Conteville-lès-Boulogne   (ndl.: „'s-Gravenhoeve“) ist eine französische Gemeinde mit 531 Einwohnern (Stand 1. Januar 2022) im Département Pas-de-Calais in der Region Hauts-de-France. Sie gehört zum Arrondissement Boulogne-sur-Mer und zum Kanton Boulogne-sur-Mer-1.

## Lage
Die Gemeinde Conteville-lès-Boulogne liegt im Regionalen Naturpark Caps et Marais d’Opale, sieben Kilometer östlich von Boulogne-sur-Mer. Nachbargemeinden von Conteville-lès-Boulogne sind Wierre-Effroy im Norden, Belle-et-Houllefort (ndl.: „Belle-Hollevoorde“) im Osten, La Capelle-lès-Boulogne im Süden und Pernes-lès-Boulogne Westen.

## Bevölkerungsentwicklung
| Jahr      | 1962 | 1968 | 1975 | 1982 | 1990 | 1999 | 2006 | 2015 | 2022 |
| Einwohner | 240  | 223  | 206  | 257  | 437  | 441  | 438  | 476  | 531  |

## Sehenswürdigkeiten

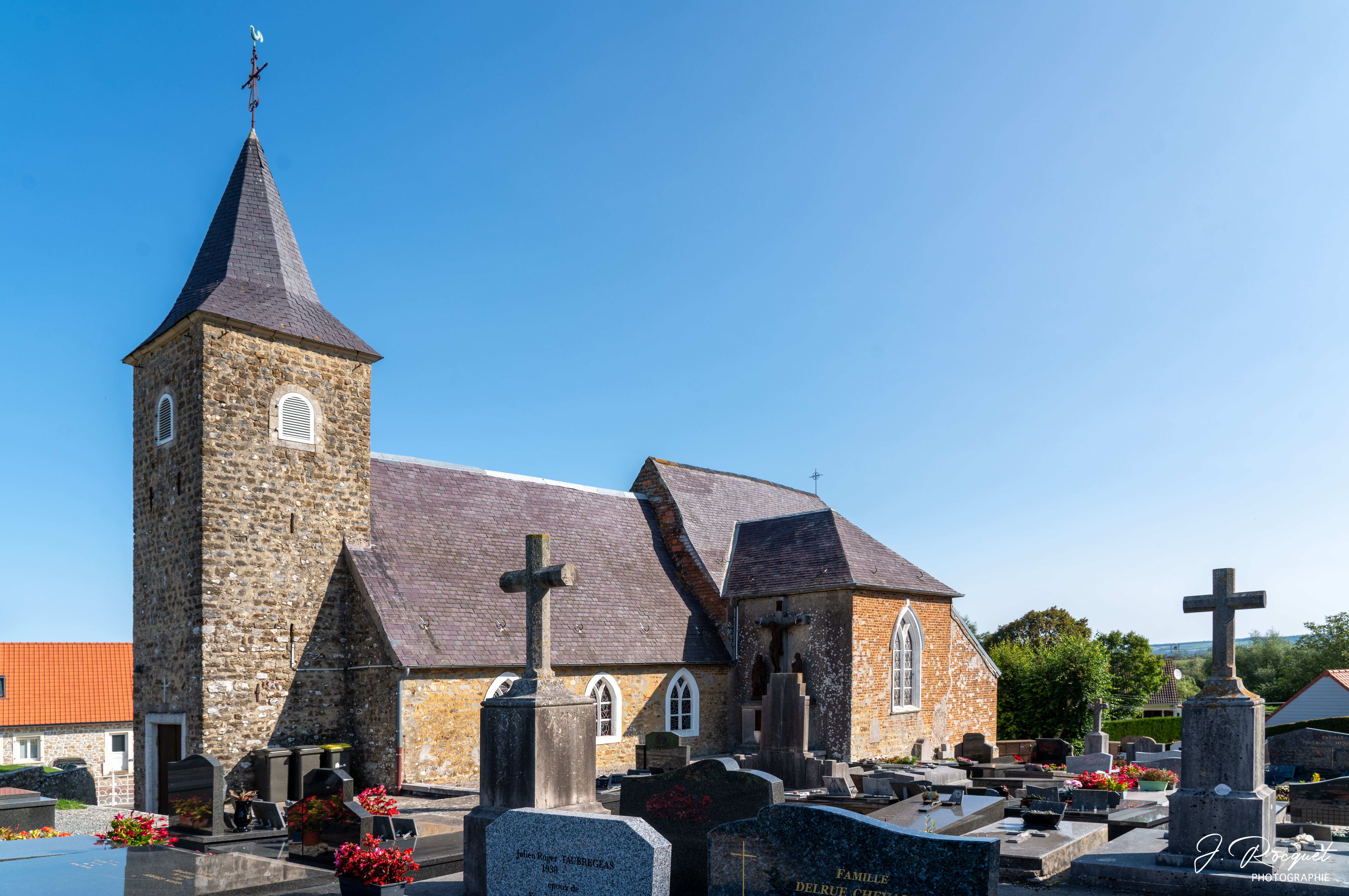
Kirche Sainte-Marie-Madeleine
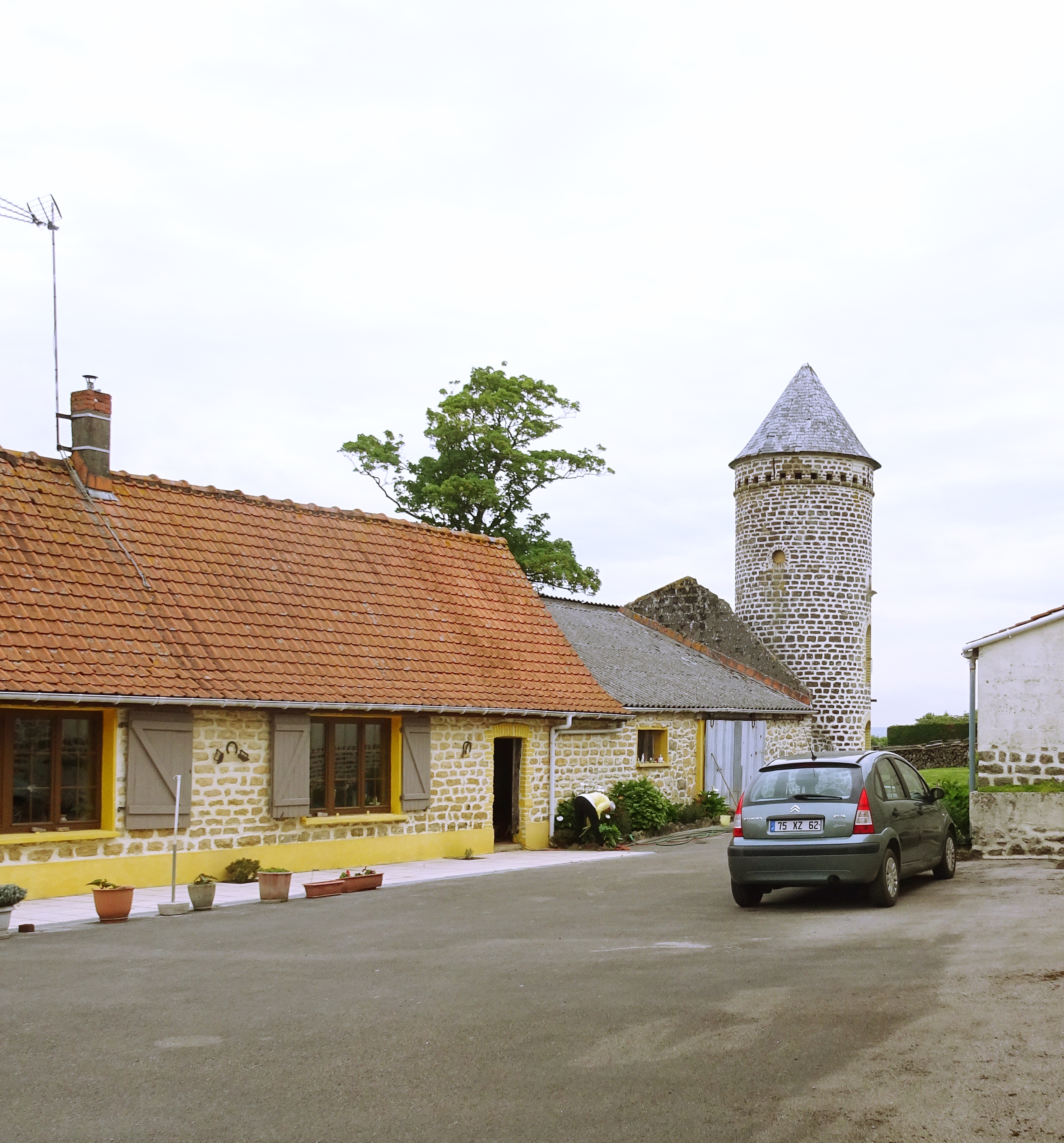
Taubenturm
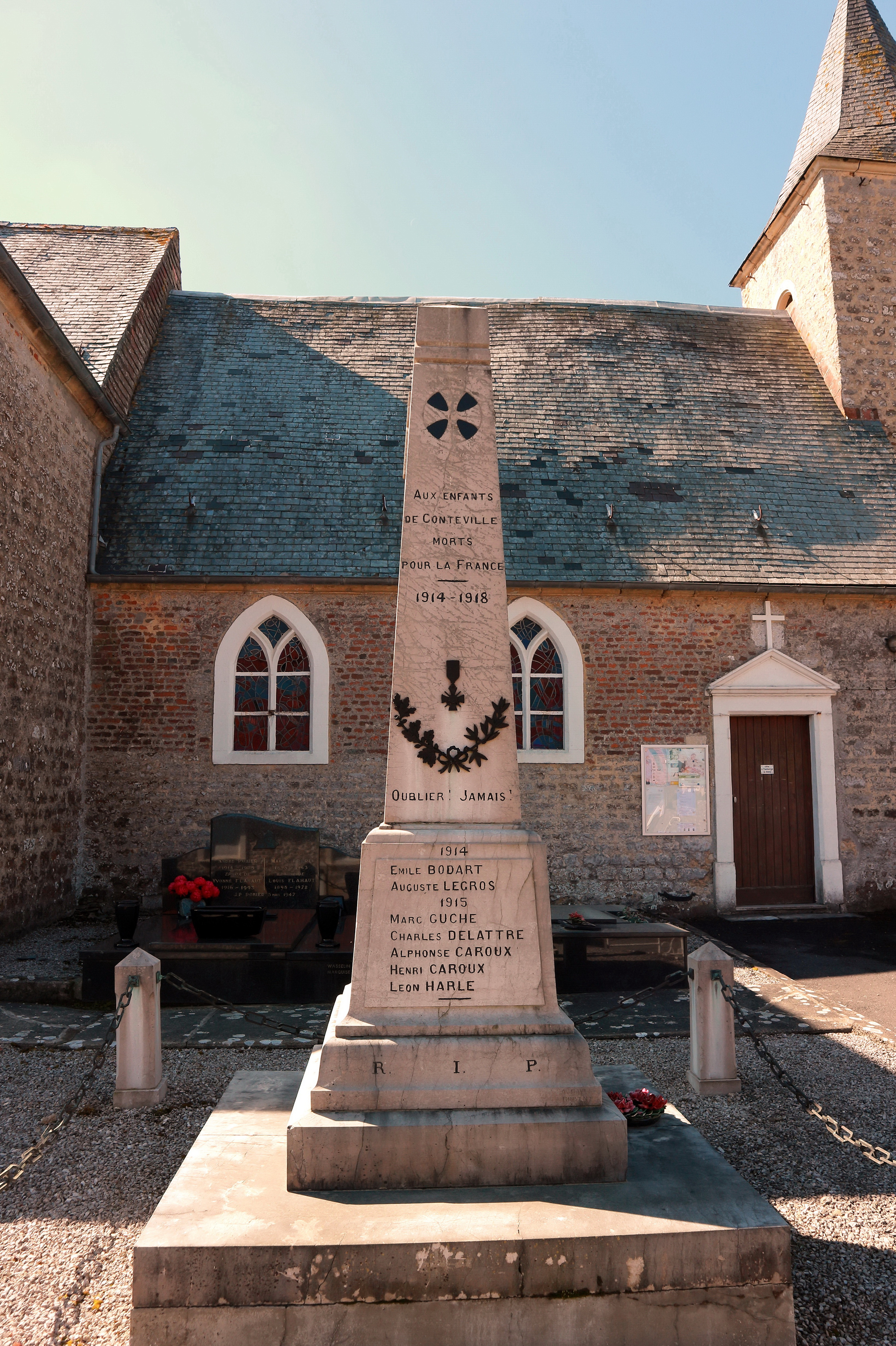
Gefallenendenkmal

- Schloss Bournonville

- Kirche Sainte-Marie-Madeleine
- Taubenturm
- Gefallenendenkmal